# Аварія Іл-86 в Дубаях
Аварія Іл-86 в Дубаях — авіаційна аварія, що сталася у п'ятницю 21 вересня 2001 року у міжнародному аеропорті Дубая. Пасажирський авіалайнер Іл-86 російської авіакомпанії «Аерофлот» виконував рейс SU521 за маршрутом Москва — Дубай, але заходячи на посадку в аеропорту Дубая, з вини екіпажу літак здійснив грубу посадку «на черево» і загорівся. Усі 322 особи (307 пасажирів і 15 членів екіпажу), що знаходилися на його борту, вижили.
Причинами аварії стала помилка екіпажу. Під час посадки екіпаж забув випустити шасі і через це літак грубо сів на ЗПС аеропорту Дубая.

## Літак

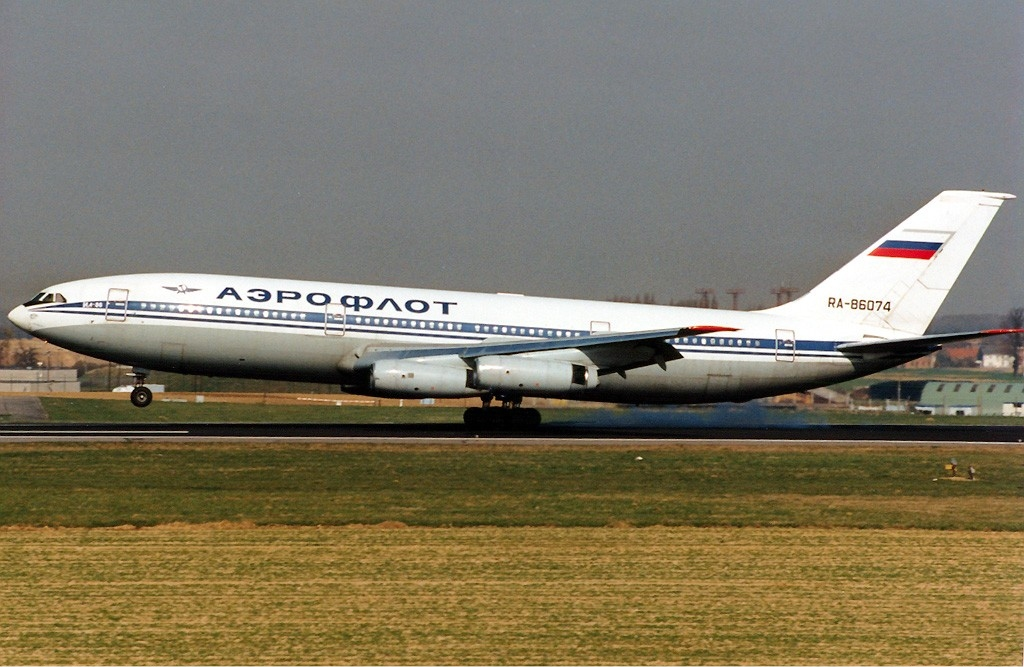
Літак, що зазнав катастрофи, за 8 років до інциденту.

Іл-86 (реєстраційний номер RA-86074, заводський 51483205041) був випущений Воронезьким акціонерним літакобудівним товариством (ВАЛТ) 1 серпня 1985 року. 9 серпня того ж року літак був переданий російській авіакомпанії «Аерофлот» (з 9 серпня 1985 року до 1992 року — ЦУ МВС, Шереметьєвський ВАТ). 1992 року його бортовий номер змінився з СРСР-86074 на RA-86074. Оснащений чотирма двоконтурними турбореактивними двигунами НК-86 Куйбишевського моторного заводу. На день аварії здійснив 7132 цикли «зліт-посадка» і налітав 23 711 годин.

## Хронологія подій
21 вересня 2001 року Іл-86 борт RA-86074 виконував міжнародний рейс SU521 Москва — Дубай. Літаком керував екіпаж у складі командира В. І. Івочкіна (пілот 1-го класу, налітав 16 501 годину 40 хвилин, 6080 годин 20 хвилин з них на Іл-86), другого пілота С. К. Севастьянова (пілот 3-го класу, Налітав 8920 годин 34 хвилини, 1126 годин 46 хвилин з них на Іл-86), штурмана С. Н. Афанасьєва, бортінженера Є. А. Малініна та 11 бортпровідників. Загалом на його борту перебувало 322 особи — 15 членів екіпажу та 307 пасажирів.

## Розслідування
Розслідуванням причин аварії рейсу SU521 зайнялися комісія Генеральної адміністрації цивільної авіації ОАЕ (GCAA) та російські експерти Міждержавного авіаційного комітету (МАК), а також представники Державної служби цивільної авіації, ОКБ Іллюшина та авіакомпанії «Аерофлот».

## Наслідки
У той же день авіакомпанія «Аерофлот» виплатила компенсацію пасажирам у розмірі 400 дол. США кожному (20 дол. США за кілограм вантажу, що згорів у хвостовому відсіку). Також їй довелося виплатити компенсацію 10 000 000 дол. США аеропорту за 13-годинний простий через блокування ЗПС.
Вже в аеропорту Дубая було затримано льотні свідчення у всіх чотирьох пілотів. Пізніше в авіакомпанії «Аерофлот» було звільнено заступника льотного директора, командира ескадрильї літаків Іл та командира льотного загону Іл-86.

## Подальша доля літака
Внаслідок посадки без шасі у лайнера було пошкоджено планер та силові установки, а також відкидні панелі підходу до переднього лонжерона лівого напівкрила. Згоріла носова частина крила в районі двигуна № 3, панелі підходу також були пошкоджені вогнем. Лайнер у результаті було списано.
У 2001—2003 роках фюзеляж літака був затоплений у Перській затоці та використовувався водолазами-аматорами та в атракціонах.